# 후나이 전기

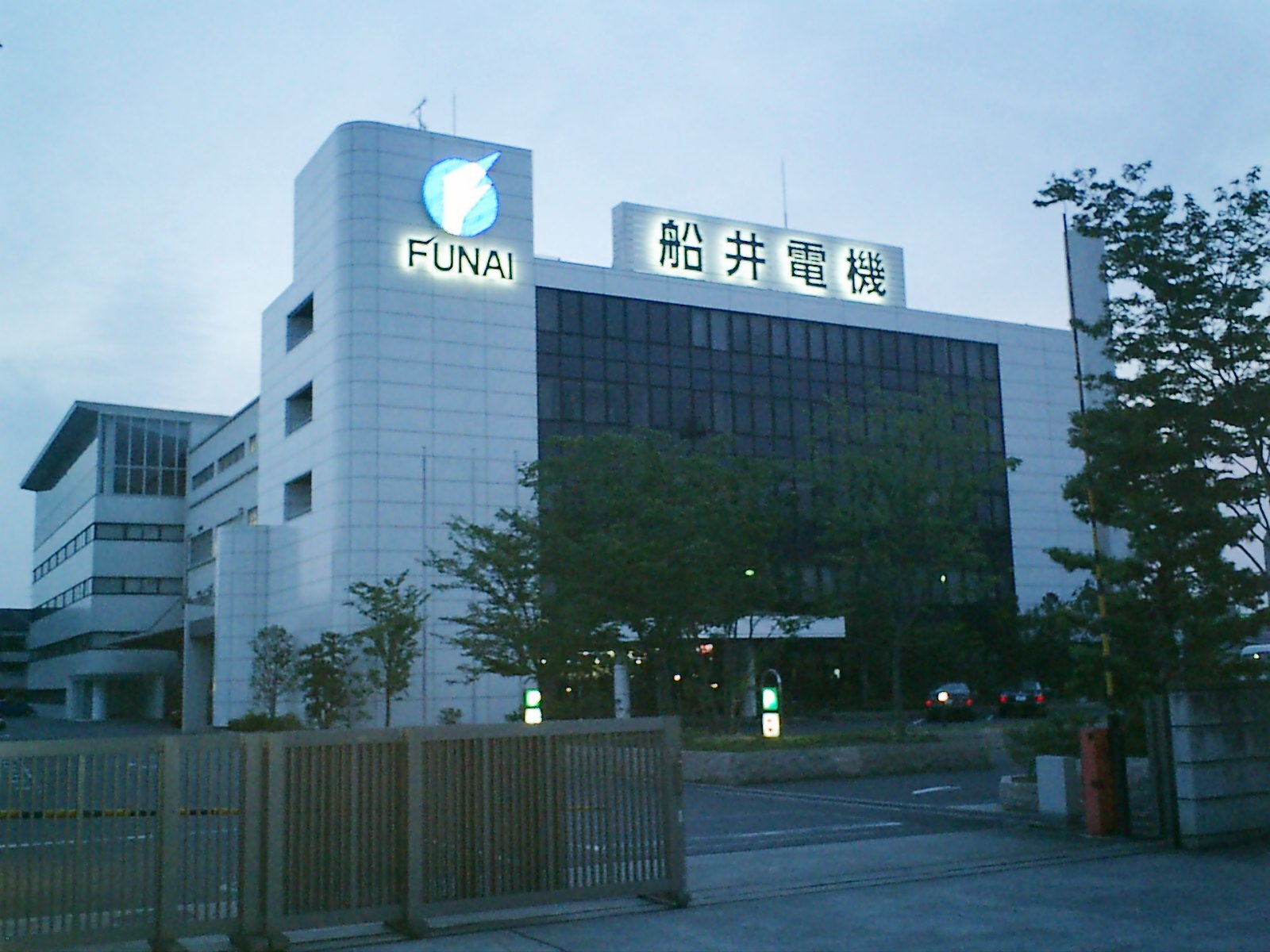
본사 건물

후나이 전기 주식회사(영어: Funai Electric Co. Ltd. 일본어: 船井電機株式会社)는 일본의 전자제품 제조및 판매기업이다.